# Chi Pu

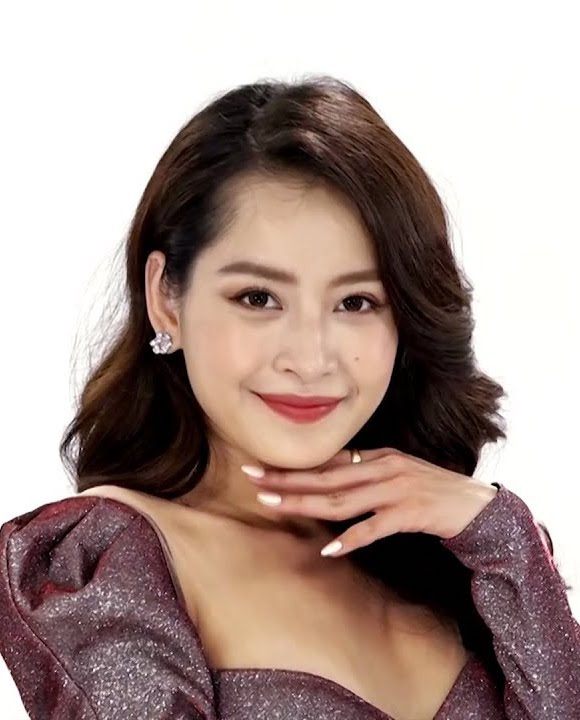
Chi Pu als Hạ Linh in She Was Pretty (Mối tình đầu của tôi)

Nguyễn Thùy Chi (* 14. Juni 1993), allgemein bekannt unter ihrem Künstlernamen Chi Pu, ist eine vietnamesische Sängerin, Schauspielerin und Model. Bekanntheit erlangte sie durch ihre Hauptrollen in mehreren Fernsehdramen und Sitcoms, darunter Waterdrop, Happy Dream und 5S Online. Chi Pu begann ihre Gesangskarriere offiziell im Jahr 2017. Im Jahr 2020 wurde Chi Pu in die Forbes-Liste der 100 einflussreichsten digitalen Stars im asiatisch-pazifischen Raum aufgenommen.

## Biografie

### Leben
Chi Pus Vater ist ein vietnamesischer Militäroffizier und ihre Mutter ist Englischlehrerin. Ihre ältere Schwester arbeitet in einer Bank.
Chi Pu erlangte Berühmtheit, nachdem sie 2009 zu den Top 20 der Miss Teen Vietnam gewählt wurde. Danach stieg sie in die Unterhaltungsindustrie ein und wurde zum Teenager-Idol.
Laut Socialbaker hatte Chi Pu im November 2016 die meisten Follower aller vietnamesischen Schauspielerinnen auf Facebook, Instagram und YouTube.

### Karriere
Im Jahr 2013 begann Chi Pu ihre Schauspielkarriere mit Hauptrollen in den Fernsehdramen Waterdrop und Happy Dream, die im vietnamesischen Nationalfernsehen ausgestrahlt wurden. Im selben Jahr stieg sie bei 5S Online ein, einer beliebten vietnamesischen Fernsehserie. Sie produzierte und spielte in ihrem ersten Kurzfilm Under One Sky.
Im Jahr 2014 war Chi Pu die Hauptrolle im Fernsehdrama Vẫn có em bên đời (Du bist immer an meiner Seite). Das Drama erhielt hohe Einschaltquoten und brachte Chi Pu einen HTV Award als beliebteste Fernsehschauspielerin ein. Chi Pu produzierte und spielte im selben Jahr ihren zweiten Kurzfilm namens My Sunshine. Im Jahr 2015 war Chi Pu die Backstage-Moderatorin von Dancing with the Stars Kids Vietnam – Staffel 2. Im Jahr 2016 war Chi Pu einer der beiden Moderatoren von The Voice Kids Vietnam – Staffel 4. Chi Pu war Jurorin bei mehreren Schönheits- und Stilwettbewerben, darunter Miss Panasonic Beauty 2015 und Shine Your Style Contest mit den Redaktionssekretären von L’Officiel Vietnam, Angie Nguyễn und Lý Quí Khánh.
Chi Pu sprach die Figur Glim im französischen Animationsfilm Mune: Guardian of the Moon. Chi Pu wirkte im Musical Thiên đài (The Rooftop) mit, einer Adaption des berühmten gleichnamigen Musicalfilms des chinesischen Künstlers Jay Chou.
Im Jahr 2016 produzierte Chi Pu ihre erste Webserie Wake Up. Die Serie mit sieben Folgen wurde auf V Live und YouTube ausgestrahlt. Chi Pu war Produzentin, Co-Autorin, Hauptdarstellerin und Sängerin des Originalfilms. Das Budget für die Serie betrug etwa 150.000 US-Dollar und wurde von Chi Pu und mittels Markensponsoring finanziert. Im Juli 2016 spielte Chi Pu ihr Lied Fighting Fighting (Wake up OST) beim Viral Fest Asia 2016 – einer Musikveranstaltung in Bali, Indonesien. Im Oktober 2016 wurde Chi Pu von Korean Daily News Hankook Ilbo und V LIVE (Naver) zu einem Tourismus- und Schönheitserlebnis nach Seoul eingeladen. Im November 2016 nahm Chi Pu an den ersten Asia Artist Awards in Seoul, Südkorea, teil.
Sie veröffentlichte mehrere Songs, darunter Fighting Fighting (Wake up OST), Stay with me (LOVE OST), Ngày bồng bềnh und Tada X’mas (feat. Gil Lê). Sie belegte den dritten Platz in der sechsten Staffel von Dancing with the Stars Vietnam.
Chi Pu begann ihre Gesangskarriere im Jahr 2017 und erregte sofort die Aufmerksamkeit von Medien und Fans.
Sie ist eine von 33 Teilnehmerinnen, die an der vierten Staffel der chinesischen Reality-Show Sisters Who Make Waves teilnehmen, die im Jahr 2023 ausgestrahlt wird.

### Öffentliches Bild
Im Jahr 2015 wurde Chi Pu von ELLE Vietnam als aufstrebende Schauspielerin bei den ELLE Style Awards ausgezeichnet.

## Diskografie

### 2013
- „Tiểu thư cá tính“

### 2014
- „Tada Xmas“

### 2015
- „Stay With Me“

### 2016
- „Ngày Bồng Bềnh“

### 2017
- „Đón Xuân Tuyệt Vời“
- „Từ hôm nay (Feel Like Ooh)“
- „Cho ta gần hơn (I'm in love)“
- „Em sai rồi anh xin lỗi em đi (#ESRAXLED)“
- „Talk to me (Có nên dừng lại)“

### 2018
- „Đóa hoa hồng (Queen) (Dance Version)“
- „Đóa Hoa hồng (Queen) (Story Version)“
- „Mời Anh Vào Team Em“

### 2019
- „Anh Ơi Ở Lại“
- „Em nói anh rồi“
- „Shh! Chỉ ta biết thôi“

### 2020
- „Cung đàn vỡ đôi“
- „Mơ Anh“

### 2021
- „Đừng Đùa Với Lửa“

### 2022
- „Black Hickey (Con Dấu Chủ Quyền)“
- „Sashimi“
- „Miss Showbiz“

### Extended plays
| Titel      | Albumdetails                                                                  |
| ---------- | ----------------------------------------------------------------------------- |
| Love Story | - Released: 28. Oktober 2017 - Label: Krazy Sound - Formats: Digital download |

## Filmografie
Filme
- 2013: Thần tượng[31]
- 2014: Hương Ga
- 2014: Chung cư ma
- 2015: Yêu
- 2016: Vệ sĩ Sài Gòn
- 2018: Live Again, Love Again[32]
- 2019: Chị chị em em
- 2022: Mười: Lời nguyền trở lại

## Auszeichnungen und Nominierungen
- Face of The Year 2022 – Most Favorite Female Actress[33]
- Forbes Asia's Top 100 Digital Star 2020 (Asia & Pacific)[34]
- TikTok Awards 2020 – Public Figure of The Year[35]
- Face of The Year 2022 – Most Favorite Female Actress[36]
- ELLE Style Awards 2017 – Actress of The Year[37]
- 1st Asia Artist Awards 2016 – Rookie Award[38]
- WebTV Asia Awards 2016 – Most Popular Online Drama
- Golden Apricot Blossom Awards – Artist of the Year 2015[39]
- HTV Awards – The Most Favorite Television Drama Actress 2015[40]
- ELLE Style Awards 2015 – Upcoming Female Actress of the Year 2015[41]
- Star Awards – Beauty Queen of the Year 2015[42]
- Golden Kite Awards 2014 – Best Short Film (Under One Sky)[43]
- Bronze Prize – Dancing with the Stars Vietnam 2015[44]
- We Choice Awards – Top 10 Most Influential People of the Year 2014[45]
- The Box Idol 2013[46]
- Top 20 Miss Teen Vietnam 2009[47]